# Acanthogonatus recinto
Acanthogonatus recinto is een spinnensoort in de taxonomische indeling van de bruine klapdeurspinnen (Nemesiidae).
Acanthogonatus recinto werd in 1995 beschreven door Goloboff.